# Lauromacromia melanica
Lauromacromia melanica là loài chuồn chuồn trong họ Synthemistidae. Loài này được Pinto & Carvalho mô tả khoa học đầu tiên năm 2010.